# Hermine Spies

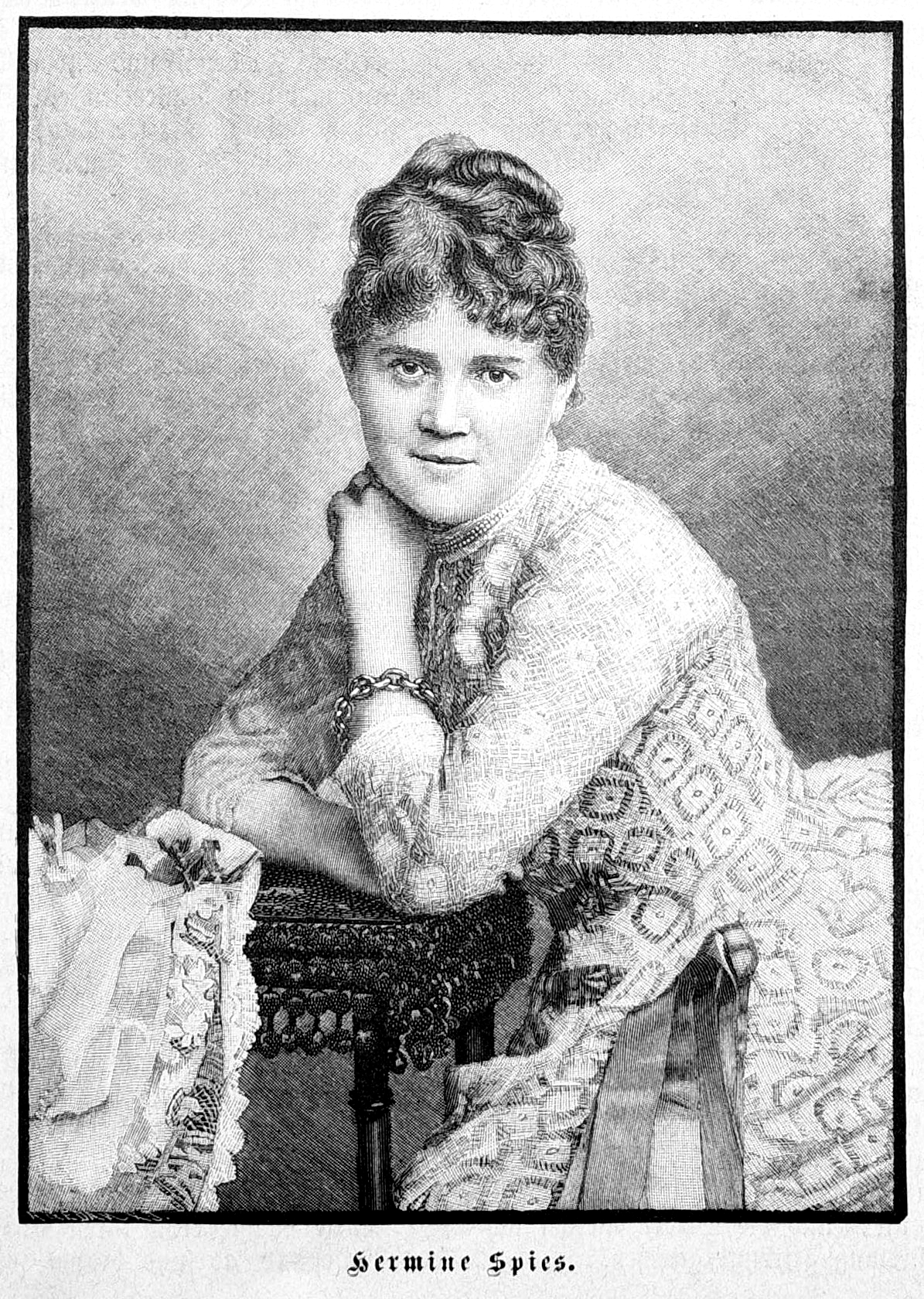
Hermine Spies (1887)

Hermine Spies-Hardtmuth (* 25. Februar 1857 in Löhnberger Hütte; † 26. Februar 1893 in Wiesbaden) war eine deutsche Oratorien- und Konzertsängerin (Alt).

## Leben
Hermine Spies galt als eine der führenden Altistinnen in Europa und als hervorragende Interpretin der Werke von Johannes Brahms, dem sie auch persönlich freundschaftlich verbunden war.
Die Familie Spies ließ sich 1879 in Wiesbaden nieder. Sie bildete ihre Stimme bei dem Gesangspädagogen Julius Stockhausen an Dr. Hoch’s Konservatorium in Frankfurt am Main und gab im Juli 1880 in Mannheim ihr Bühnendebüt. Zusammen mit der Pianistin Ella Pancera gab sie Liederabende in Graz. In zahlreichen Konzerten trat sie außerdem u. a. in Leipzig, bei den Niederrheinischen Musikfesten (1883 in Köln), Bremen, Dresden und Berlin auf.
Auf dem Höhepunkt ihrer Karriere heiratete sie 1892 den Richter Walter Hardtmuth und zog sich ins Privatleben zurück. Ein Jahr nach der Heirat starb Spies, die ein Kind erwartete, kurz nach ihrem 36. Geburtstag.
In Erinnerung an die Sängerin beschloss 1958 der Magistrat der Stadt Wiesbaden die Benennung der Herminenstraße im Grünen Viertel.